# (11870) Sverige
(11870) Sverige est un astéroïde de la ceinture principale.

## Description
(11870) Sverige est un astéroïde de la ceinture principale. Il fut découvert le 7 octobre 1989 à La Silla par Eric Walter Elst. Il présente une orbite caractérisée par un demi-grand axe de 3,06 UA, une excentricité de 0,18 et une inclinaison de 7,8° par rapport à l'écliptique.

## Compléments